# Ventrifossa ctenomelas
Ventrifossa ctenomelas is een straalvinnige vissensoort uit de familie van rattenstaarten (Macrouridae). De wetenschappelijke naam van de soort is voor het eerst geldig gepubliceerd in 1897 door Gilbert & Cramer.